# لوكهيد إل سي-130
لوكهيد إل سي-130 (LC-130) هي طائرة نقل عسكرية مجهزة للعمل على الثلوج مزودة  بتجيزات التزلج تابعة للقوات الجوية الأميركية وهي تعديل لطائرة هيركوليس سي-130 والمستخدمة في القطب الشمالي والقطب الجنوبي. هناك عشر طائرات نشطة حاليا في خدمة حرس نيويوك الوطني الجوي.

## وصلات خارجية
- 109 النقل الجوي الجناح الصفحة الرئيسية
- بيل سبيندلر القطب الجنوبي الصفحة الرئيسية
- كامل LC-130 الإنتاج القائمة
- التنمية C-130 دال نسخة محفوظة 20 فبراير 2012 على موقع واي باك مشين.